# Matvei Petrov
Matvei Petrov –en ruso, Матвей Петров– (Seltso, URSS, 16 de julio de 1990) es un deportista albanés de origen ruso que compite en gimnasia artística. Ganó una medalla de oro en el Campeonato Europeo de Gimnasia Artística de 2020, en la prueba de caballo con arcos.

## Palmarés internacional
| Campeonato Europeo | Campeonato Europeo | Campeonato Europeo | Campeonato Europeo |
| Año                | Lugar              | Medalla            | Prueba             |
| ------------------ | ------------------ | ------------------ | ------------------ |
| 2020               | Mersin (Turquía)   | Medalla de oro     | Caballo con arcos  |